# One-Trick Pony
One-Trick Pony — пятый студийный альбом американского фолк-певца и музыканта Пола Саймона, изданный 12 августа 1980 года на лейбле Warner Bros.

## История
Вышедший одновременно американский драматический фильм One Trick Pony (по сценарию Пола Саймона и с его участием) не имеет отношения к одноимённому музыкальному альбому, потому что их песни немного различаются, а в фильме звучит больше песен, чем на альбоме.
Диск достиг позиции № 12 в американском хит-параде Billboard Top LPs & Tape, но получил смешанные отзывы музыкальных критиков, печатных и интернет-изданий, например, AllMusic, Роберт Кристгау, Rolling Stone.

### Grammy Awards
| Год  | Номинируемая работа   | Категория                               | Результат |
| ---- | --------------------- | --------------------------------------- | --------- |
| 1981 | «Late in the Evening» | Лучшее мужское вокальное поп-исполнение | Номинация |

## Список композиций
Автор всех песен сам Пол Саймон.
Первая сторона
1. «Late in the Evening» — 4:02
2. «That’s Why God Made the Movies» — 3:37
3. «One-Trick Pony» (Live at the Agora Theatre and Ballroom, Cleveland, Ohio, September 1979) — 3:53
4. «How the Heart Approaches What It Yearns» — 2:49
5. «Oh, Marion» — 4:00

Вторая сторона
1. «Ace in the Hole» (Live at the Agora Theatre and Ballroom, Cleveland, Ohio, September 1979) — 5:43
2. «Nobody» — 3:32
3. «Jonah» — 3:30
4. «God Bless the Absentee» — 3:17
5. «Long, Long Day» (with Patti Austin) — 3:57

Бонусные треки № 11-14 вышли на ремастинговом переиздании в 2004 году
1. «Soft Parachutes» — 1:53
2. «All Because of You» — 4:06
3. «Spiral Highway» — 2:56
4. «Stranded in a Limousine» — 3:10

## Чарты
| Чарт (1980)                               | Лучший результат |
| ----------------------------------------- | ---------------- |
| Norwegian VG-lista Albums Chart           | 2                |
| New Zealand Albums Chart                  | 6                |
| Dutch Mega Albums Chart                   | 8                |
| Swedish Albums Chart                      | 9                |
| French SNEP Albums Chart                  | 11               |
| United States Billboard Pop Albums        | 12               |
| Australian Kent Music Report Albums Chart | 15               |
| Spanish Albums Chart                      | 15               |
| UK Albums Chart                           | 17               |
| Canadian Albums Chart                     | 23               |
| Japanese Oricon LP Chart                  | 35               |

## Сертификации
| Регион                                                      | Сертификация | Продажи  |
| ----------------------------------------------------------- | ------------ | -------- |
| США (RIAA)                                                  | Золотой      | 500 000^ |
| Великобритания (BPI)                                        | Серебряный   | 60 000^  |
| ^ Данные о тиражах приведены только на основе сертификации. |              |          |